# Рид, Сторм
Сторм Рид (англ. Storm Reid; род. 1 июля 2003 года, Атланта, Джорджия, США) — американская актриса. Наиболее известна по роли Джии Беннетт в сериале «Эйфория», а также по роли Мэг Мёрри в фильме «Излом времени». Лауреат премии «Эмми» за исполнение роли Райли Абель в драматическом сериале HBO «Одни из нас».
В 2013 году Рид вместе со своей матерью Робин Симпсон основала мультимедийную продюсерскую компанию «A Seed & Wings». С 2024 года Рид является амбассадором парфюмерной линии Coach.

## Биография
Рид родилась в Атланте, штат Джорджия в семье афроамериканцев Родни Рида и Робин Симпсон. Она самая младшая в семье; у неё есть две сестры — Иман и Пэрис, а также брат Джош.
Рид посещала начальную школа Чеснута в городе Данвуди, пригороде Атланты. Когда ей было девять лет, она вместе с мамой и сестрой переехала из Атланты в Лос-Анджелес, чтобы начать актёрскую карьеру. После переезда в Лос-Анджелес Рид перешла на домашнее обучение.
В 2025 году закончила Южно-Калифорнийский университет, где изучала драматическое искусство и афроамериканские исследования.

## Карьера
С трёхлетнего возраста Рид мечтала стать актрисой. Её дебют на телевидении состоялся в 2012 году в телевизионном фильме «A Cross to Bear». А в 2013 году получила небольшую роль в исторической драме «12 лет рабства». Затем последовали эпизодические роли в таких сериалах, как «Грозная семейка», «Морская полиция: Лос-Анджелес», «Никки, Рикки, Дикки и Дон» и «Полиция Чикаго».
В 2013 году Рид вместе со своей матерью Робин Симпсон основала мультимедийную продюсерскую компанию «A Seed & Wings».
В 2016 году вышел фильм «Ловкость», где Рид сыграла роль сестры главного героя. В том же году она получила главную роль в семейном научно-фэнтезийном фильме студии Walt Disney Pictures «Излом времени», который вышел на экраны 9 марта 2018 года. В 2017 году Рид снялась в клипе Jay-Z на песню «Family Feud».
В 2018 году она стала частью актёрского состава сериала HBO «Эйфория», исполнив роль Джии Беннетт. Премьера первого сезона состоялась 16 июня 2019 года. 4 февраля 2022 года канал HBO продлил сериал на третий сезон. Однако в 2025 году Рид объявила, что не вернётся к роли Джии в третьем сезоне. В интервью Variety она отметила: «Это смешанное чувство. Я очень люблю Джиу и с радостью воплощала её на экране. Я уверена, что третий сезон будет особенным».
В 2019 году получила роль дочери персонажа Идриса Эльбы в супергеройском фильме Джеймса Ганна «Отряд самоубийц: Миссия навылет», который вышел в прокат летом 2021 года, и роль Сидни Ланьер в фильме Ли Уоннелла «Человек-невидимка», премьера которого состоялась в феврале 2020 года.
В январе 2022 года стало известно, что Рид получила роль Райли Абель в первом сезоне сериала «Одни из нас». Премьера шоу состоялась 15 января 2023 года. За эту роль она была удостоена премии «Эмми» в категории «Лучшая приглашённая актриса в драматическом сериале».
В сентябре 2022 года Рид была выбрана на одну из главных ролей в фильме ужасов о сверхъестественном режиссера Майкла Чавеса «Проклятие монахини 2», где сыграла сестру Дебру, сталкивающуюся со сверхъестественными силами.  Фильм вышел в прокат 8 сентября 2023 года.
В сентябре 2024 года Рид стала амбассадором парфюмерной линии Coach, а в июне 2025 года представила новый аромат Coach Gold в рекламной кампании бренда.
В марте 2024 года было объявлено, что Рид исполнит главную роль в режиссёрском дебюте Тейяны Тейлор «Get Lite». Также она выступит продюсером через свою компанию A Seed & Wings Productions. В картине сыграет харизматичного битмейкера, который вовлекает нью-йоркского подростка в танцевальную команду, побуждая его выбирать между учёбой и вновь обретённой страстью к танцам.

## Личная жизнь
Рид исповедует христианство.
С 2017 по 2022 год состояла в отношениях с актёром Саидом Шахиди, братом актрисы Яры Шахиди. В 2023 году встречалась с квотербеком Шедуром Сандерсом.

## Фильмография

### Кино
| Год  |     | Русское название                      | Оригинальное название                 | Роль              |
| ---- | --- | ------------------------------------- | ------------------------------------- | ----------------- |
| 2012 | кор | —                                     | The Girls of Summer                   | Гретта            |
| 2013 | кор | Дух игры                              | The Spirit Game                       | маленькая девочка |
| 2013 | ф   | 12 лет рабства                        | 12 Years a Slave                      | Эмили             |
| 2015 | ф   | —                                     | The Summoning                         | Кендра            |
| 2016 | ф   | Ловкость                              | Sleight                               | Тина              |
| 2016 | ф   | Лия спешит на помощь                  | Lea to the Rescue                     | Аки               |
| 2016 | ф   | Учебный лагерь Санты                  | Santa's Boot Camp                     | Спаркл            |
| 2017 | ф   | Происшествие монументального масштаба | A Happening of Monumental Proportions | Патриша           |
| 2018 | ф   | Излом времени                         | A Wrinkle in Time                     | Мэг Мёрри         |
| 2019 | ф   | Не отпускай                           | Don't Let Go                          | Эшли Рэдклифф     |
| 2020 | ф   | Человек-невидимка                     | The Invisible Man                     | Сидни Ланьер      |
| 2021 | ф   | Отряд самоубийц: Миссия навылет       | The Suicide Squad                     | Тайла             |
| 2022 | ф   | Один путь                             | One Way                               | Рейчел            |
| 2023 | ф   | Пропавшая без вести                   | Missing                               | Джун              |
| 2023 | ф   | Проклятие монахини 2                  | The Nun 2                             | Дебра             |
|      | ф   | —                                     | Get Lite                              |                   |

### Телевидение
| Год          |    | Русское название                              | Оригинальное название                | Роль            |
| ------------ | -- | --------------------------------------------- | ------------------------------------ | --------------- |
| 2012         | тф | —                                             | A Cross to Bear                      | маленькая Эрика |
| 2013         | с  | Грозная семейка                               | The Thundermans                      | Эйвери          |
| 2013         | с  | Домашняя вечеринка у Адама Дивайна            | Adam DeVine's House Party            | Lady Trooper №3 |
| 2013         | тф | —                                             | Twang                                | Энни Монтгомери |
| 2014         | с  | Морская полиция: Лос-Анджелес                 | NCIS: Los Angeles                    | Райли Пейтон    |
| 2014         | с  | Никки, Рикки, Дикки и Дон                     | Nicky, Ricky, Dicky & Dawn           | Скарлетт        |
| 2015         | тф | —                                             | White Water                          | Кассандра       |
| 2015         | с  | Полиция Чикаго                                | Chicago P.D.                         | Дениз           |
| 2019         | с  | Когда они нас увидят                          | When They See Us                     | Лиза            |
| 2019         | с  | —                                             | The Bravest Knight                   | Ния             |
| 2019 — н. в. | с  | Эйфория                                       | Euphoria                             | Джия Беннетт    |
| 2023         | с  | Одни из нас                                   | The Last of Us                       | Райли Абель     |
| 2023         | мс | Семейка Праудов: Более громкие и более гордые | The Proud Family: Louder and Prouder | Эмили           |

### Музыкальные видео
| Год  | Название                         | Ссылка | Артист                      |
| ---- | -------------------------------- | ------ | --------------------------- |
| 2017 | Family Feud                      |        | Jay-Z (совместно с Бейонсе) |
| 2018 | Warrior (from A Wrinkle in Time) |        | Chloe x Halle               |

## Награды и номинации
Полный список наград и номинаций на IMDb.
| Награда                | Год  | Категория                                           | Работа        | Результат |
| ---------------------- | ---- | --------------------------------------------------- | ------------- | --------- |
| Teen Choice Awards     | 2018 | Choice Movie: Актриса фэнтези                       | Излом времени | Номинация |
| NAACP Image Award      | 2019 | Выдающаяся роль в кино                              | Излом времени | Номинация |
| BET Awards             | 2020 | Молодые звезды                                      |               | Номинация |
| BET Awards             | 2021 | Молодые звезды                                      | Номинация     |           |
| BET Awards             | 2022 | Молодые звезды                                      | Номинация     |           |
| Эмми                   | 2023 | Лучшая приглашенная актриса в драматическом сериале | Одни из нас   | Победа    |
| People’s Choice Awards | 2024 | Исполнение года на телевидении                      | Одни из нас   | Номинация |